# Canton (Missouri)
Canton è un comune degli Stati Uniti d'America, situato nello Stato del Missouri, nella contea di Lewis.